# Szydłowicze (gmina)
Szydłowicze – dawna gmina wiejska istniejąca do 1939 roku w woj. nowogródzkim (obecnie na Białorusi). Siedzibą gminy były Szydłowicze (389 mieszk. w 1921 roku), a następnie Albertyn  (839 mieszk. w 1921 roku) – obecnie dzielnica Słonimia.
W okresie międzywojennym gmina Szydłowicze należała do powiatu słonimskiego w woj. nowogródzkim. 1 kwietnia 1929 roku do gminy Szydłowicze przyłączono części obszaru gmin Czemery i Derewna, natomiast część obszaru gminy Szydłowicze włączono do gminy Byteń.
Po wojnie obszar gminy Szydłowicze wszedł w struktury administracyjne Związku Radzieckiego.
Zobacz też: gmina Szydłowice